# Ливингстон, Эдвард
Эдвард Ливингстон (англ. Edward Livingston; 28 мая 1764 — 23 мая 1836) — американский политик и 11-й Госсекретарь США и 47-й мэр Нью-Йорка. Был влиятельной фигурой при разработке Гражданского кодекса Луизианы в 1825 году.

## Биография
Ливингстон родился в Клермонте, округ Колумбия, штат Нью-Йорк, в семье Роберта Ливингстона. В 1781 году он окончил Принстонский университет, а в 1785 году был принят в коллегию адвокатов. Юридическую практику Ливингстон начал в Нью-Йорке. С 1795 по 1801 год он был представителем Демократическо-республиканской партии в Палате представителей. В Конгрессе Ливингстон был одним из лидеров оппозиции по «Договору Джея», призывая президента США Джорджа Вашингтона предоставить Конгрессу детали переговоров по мирному договору с королевством Великобритания, на что президент ответил отказом. К концу президентства Вашингтона он голосовал с Эндрю Джексоном и другими радикалами против обращения к президенту.
Ливингстон был противником «Закона о иностранных мятежниках», введённого от имени американских моряков, и раскритиковал в 1800 году президента за то, что он разрешил выдачу британскому правительству Джонатана Роббинса, который совершил убийство на английском фрегате, а затем бежал в Южную Каролину и лгал, что был американским гражданином. В дебатах по этому поводу против Ливингстона выступил Джон Маршалл. В 1801 году Эдвард был назначен прокурорм по районам Нью-Йорка и, сохранив этот пост, в том же году избран мэром Нью-Йорка. Когда летом 1803 года город охватила жёлтая лихорадка Ливингстон проявил мужество и энергичность в усилиях по предотвращению распространению болезни и помощи нуждающимся. В 1804 году он переезжает в Луизиану.
С 1823 по 1829 год Ливингстон был членом Палаты представителей от Луизианы, а с 1831 по 1833 госсекретарём США. В последней должности он стал одним из самых доверенных советников президента Джексона. С 1833 по 1835 год Эдвард Ливингстон занимал пост посла США во Франции. Иностранный член французской Академии моральных и политических наук (1833).

## Смерть
Эдвард Ливингстон умер 23 мая 1836 года в Райнбеке, округ Датчесс, штат Нью-Йорк.